# Bathygnathia monodi
Bathygnathia monodi is een pissebed uit de familie Gnathiidae. De wetenschappelijke naam van de soort is voor het eerst geldig gepubliceerd in 1974 door Cals.